# Karl-Heinz Ilsch
Karl-Heinz Ilsch (* 23. April 1927 in Köthen; † 25. Januar 2005) war ein deutscher Fußballspieler. In der höchsten Spielklasse des DDR-Fußballs, der Oberliga, spielte er für die BSG Motor Dessau. Ilsch wurde einmal in der DDR-Nationalmannschaft eingesetzt.

## Sportliche Laufbahn

### Gemeinschaftsstationen
Karl-Heinz Ilsch trat in der Saison 1949/50 mit der Elf von KWU-Vorwärts Köthen in der Südstaffel der damals zweitklassigen Landesklasse Sachsen-Anhalt an. Mit Beginn der Spielzeit 1950/51 wechselte er zur Betriebssportgemeinschaft (BSG) Motor Dessau, die 1949 noch unter dem Namen Waggonbau Dessau erster FDGB-Pokalsieger geworden war und die erste DDR-Oberligasaison auf dem dritten Platz abgeschlossen hatte. An der Seite von erfahrenen Fußballspielern wie Torwart Wolfgang Klank, Stopper Paul Breitmann, Regisseur Heinz Matthies sowie seinen Sturmkollegen Rolf Theile und Werner Welzel reifte der 23-Jährige schnell zu einem wertvollen Stammspieler der Dessauer. Schon in seiner zweiten Dessauer Saison 1951/52 wurde Ilsch mit 19 Treffern bester Torschütze seiner Mannschaft.
Inzwischen hatte die Mannschaft von Motor Dessau den Höhepunkt ihrer Leistungsstärke überschritten. Hatte sie sich in der Spielzeit 1952/53 mit dem 6. Rang noch im oberen Drittel der Oberliga platzieren können, musste sie 1954 nach einer turbulenten Saison als Vorletzter absteigen. Ilsch stand hier zeitweise besonders im Mittelpunkt. Einerseits hatte er sich mit seinen 13 Toren wieder als treffsicherste Schütze seiner Mannschaft erwiesen, andererseits fiel er nach einem Platzverweis für die beiden letzten über den Klassenerhalt entscheidenden Punktspiele aus. Vorher schon gehörte er zu dem Kreis der Spieler, die offen gegen die Trainingsmethoden des Trainers Walter Fritzsch rebelliert hatten. Dies brachte ihm mit sechs weiteren Spielern eine halbjährige Sperre ein.
Nach dem Abstieg war Ilsch einer der wenigen Stammspieler, die auch in I. und II. Liga Motor Dessau die Treue hielten. Als Ilsch 1963 zur BSG Motor Mitte Magdeburg wechselte, agierte die Dessauer Motor-Elf nur noch drittklassig. Von 1950 bis 1954 hatte Ilsch 108 Punktspiele für Dessau in der Oberliga bestritten und 57 Tore erzielt. In der zweithöchsten Spielklasse waren es 54 Treffer in 109 Partien.

### Auswahleinsätze
Nachdem Klank und Welzel aus Dessau bereits 1952 zu Einsätzen in der DDR-Nationalmannschaft gekommen waren, wurde Ilsch am 14. Juni 1953 in der Begegnung mit Bulgarien in der Nationalmannschaft auf der Position des Linksaußenstürmers eingesetzt. Das Spiel in Dresden endete 0:0 und Auswahltrainer Willi Oelgardt ersetzte Ilsch in der 78. Minute durch den Leipziger Lothar Vetterke. Da sich später vor allem Günther Wirth auf der Linksaußenposition im DDR-Nationalteam profilierte, blieb es für Ilsch bei diesem einzigen offiziellen Einsatz in der A-Auswahl.

## Trivia
Er war der Bruder des ebenfalls in der Oberliga für Dessau aktiven Fußballers Gerhard Ilsch.